# العلاقات السنغالية الكونغوية
العلاقات السنغالية الكونغولية هي العلاقات الثنائية التي تجمع بين السنغال وجمهورية الكونغو.

## مقارنة بين البلدين
هذه مقارنة عامة ومرجعية للدولتين:
| وجه المقارنة                                              | السنغال                                              | [[تصنيف:صفحات تستخدم رمز علم غير موجود\|]] جمهورية الكونغو |
| --------------------------------------------------------- | ---------------------------------------------------- | ---------------------------------------------------------- |
| المساحة (كم2)                                             | 196.72 ألف                                           | 342.00 ألف                                                 |
| عدد السكان (نسمة)                                         | 15.85 مليون                                          | 5.26 مليون                                                 |
| الكثافة السكانية (ن./كم²)                                 | 80.57                                                | 15.38                                                      |
| العاصمة                                                   | داكار                                                | برازافيل                                                   |
| اللغة الرسمية                                             | لغة فرنسية، اللغة الولوفية، باديارا ‏، اللغة البلنتية | لغة فرنسية                                                 |
| العملة                                                    | فرنك غرب أفريقي                                      | فرنك وسط أفريقي                                            |
| الناتج المحلي الإجمالي (بليون دولار)                      | 16.37 مليار                                          | 8.72 مليار                                                 |
| الناتج المحلي الإجمالي (تعادل القوة الشرائية) بليون دولار | 36.62 مليار                                          | 29.48 مليار                                                |
| الناتج المحلي الإجمالي الاسمي للفرد دولار أمريكي          | 899                                                  | 1.85 ألف                                                   |
| الناتج المحلي الإجمالي للفرد دولار أمريكي                 | 2.33 ألف                                             |                                                            |
| مؤشر التنمية البشرية                                      | 0.466                                                | 0.591                                                      |
| رمز المكالمات الدولي                                      | +221                                                 | +242                                                       |
| رمز الإنترنت                                              | .sn                                                  | .cg                                                        |
| المنطقة الزمنية                                           | 00                                                   | ت ع م+01:00                                                |

## مدن متوأمة
في ما يلي قائمة باتفاقيات التوأمة بين مدن سنغالية وكونغولية:
- ترتبط داكار مع برازافيل باتفاقية توأمة منذ 23 أبريل 1974.

## منظمات دولية مشتركة
يشترك البلدان في عضوية مجموعة من المنظمات الدولية، منها:
| علم المنظمة | اسم المنظمة                                 | تاريخ انضمام السنغال | تاريخ انضمام جمهورية الكونغو |
| ----------- | ------------------------------------------- | -------------------- | ---------------------------- |
|             | البنك الدولي للإنشاء والتعمير               | 31 أغسطس 1962        | 10 يوليو 1963                |
|             | يونسكو                                      | 10 نوفمبر 1960       | 24 أكتوبر 1960               |
|             | أفريستات ‏                                   | 21 سبتمبر 1993       | 21 سبتمبر 1993               |
|             | أحدى                                        | ?                    | ?                            |
|             | البنك الإفريقي للتنمية                      | ?                    | ?                            |
|             | منظمة الشرطة الجنائية الدولية               | ?                    | ?                            |
|             | الأمم المتحدة                               | 28 سبتمبر 1960       | 20 سبتمبر 1960               |
|             | الاتحاد الأفريقي                            | ?                    | ?                            |
|             | مجموعة دول أفريقيا والكاريبي والمحيط الهادئ | ?                    | ?                            |
|             | مؤسسة التنمية الدولية                       | 31 أغسطس 1962        | 8 نوفمبر 1963                |
|             | منظمة التجارة العالمية                      | ?                    | ?                            |
|             | وكالة ضمان الاستثمار متعدد الأطراف          | 12 أبريل 1988        | 16 أكتوبر 1991               |
|             | مؤسسة التمويل الدولية                       | 31 أغسطس 1962        | 1 أكتوبر 1980                |
|             | الفريق المعني برصد الأرض                    | ?                    | ?                            |
|             | منظمة حظر الأسلحة الكيميائية                | ?                    | ?                            |
|             | المركز الدولي لتسوية المنازعات الاستشارية   | 21 مايو 1967         | 14 أكتوبر 1966               |

## وصلات خارجية
- موقع وزارة الخارجية السنغالية